# An Biên, An Giang
An Biên là xã thuộc tỉnh An Giang, Việt Nam.

## Lịch sử
Ngày 12 tháng 6 năm 2025, Ủy ban Thường vụ Quốc hội ban hành Nghị quyết số 1654/NQ-UBTVQH15 về việc sắp xếp các đơn vị hành chính cấp xã của tỉnh An Giang. Theo đó, toàn bộ diện tích tự nhiên, quy mô dân số của thị trấn Thứ Ba, xã Đông Yên và xã Hưng Yên thành xã mới có tên gọi là xã An Biên.